# Тенаки (гидроаэропорт)
Гидроаэропорт Тенаки (англ. Tenakee Seaplane Base), (ИАТА: TKE, FAA LID: TKE) — государственный гражданский гидроаэропорт, расположенный в населённом пункте Тенаки-Спрингс (Аляска), США.

## Операционная деятельность
Гидроаэропорт Тенаки находится на высоте уровня моря и эксплуатирует одну взлётно-посадочную полосу, предназначенную для приёма гидросамолётов и вертолётную площадку:
- E/W размерами 3048 x 2134 метров, вода;
- H1 размерами 23 x 20 метров с деревянным настилом.

За период с 31 декабря 2006 года по 31 декабря 2007 года Гидроаэропорт Тенаки обработал 650 операций взлётов и посадок воздушных судов (в среднем 54 операций ежемесячно), из них 77 % пришлось на рейсы аэротакси и 23 % — на авиацию общего назначения.:

## Авиакомпании и пункты назначения
Деятельность аэропорта субсидируется за счёт средств Федеральной программы США Essential Air Service (EAS) по обеспечению воздушного сообщения между небольшими населёнными пунктами страны.